# LEDA 1245565
LEDA 1245565는 처녀자리 방향으로 약 10억 4,000만 광년 떨어진 중간나선은하이다. 이 은하는 우리 은하와 매우 비슷하게 생겼으며,이 은하는 세이퍼트 I형 은하에도 속한다.